# Ingo Molnár
Ingo Molnár é um hacker Linux húngaro. Atualmente trabalha para Red Hat
Ele é conhecido por suas contribuições ao kernel Linux relacionadas à segurança e desempenho. Algumas de suas contribuições para o kernel incluem o agendador O(1) no Linux-2.6.0, o Completely Fair Scheduler no Linux-2.6.23, o servidor HTTP/FTP integrado no kernel TUX, assim como seu trabalho para melhorar o manuseio de threads. Ele também programou um recurso de segurança do kernel chamado “Exec Shield”, que evita explorações de estouro de buffer baseadas em pilha na arquitetura x86 desativando as permissões de execução para a pilha.
Juntamente com Thomas Gleixner, trabalhou num conjunto de patches (PREEMPT-RT) relacionados com sistemas de tempo real, que tentavam reduzir a latência máxima de comutação de contexto das threads do kernel Linux de um número ilimitado de milissegundos para um número limitado na ordem das dezenas de microssegundos (dependendo do sistema). Desde 2011, Thomas Gleixner tem vindo a melhorar o patch e dedica-se a conseguir que importantes patches de infraestrutura sejam incluídos no kernel principal do Linux.
Entre o Linux 2.6.21 e o Linux 2.6.24, Ingo trabalhou no Completely Fair Scheduler (CFS) inspirado no trabalho de Con Kolivas sobre schedulers. O CFS substituiu o agendador anterior do Linux no Linux-2.6.23.